# 3،2،2-ثلاثي ميثيل البوتان
3,2,2-ثلاثي ميثيل البوتان هو مركب عضوي من الهيدروكربونات صيغته الكيميائية C7H16 وهو أحد مصاواغات الهبتان.
يطلق على المركب أيضاً التسمية الشائعة تريبتان.

## التحضير
يمكن تحضير المركب مخبرياً من تفاعل كاشف غرينيار بروميد ثالثي بوتيل المغنسيوم مع الأسيتون وفق المخطط التالي:

## الخواص
يوجد المركب في الشروط القياسية على شكل سائل عديم اللون قابل للاشتعال.

## الاستخدامات
يستخدم المركب من ضمن إضافات الوقود مانعاً لخبط المحركات.